# Segunda guerra de Konavle
La segunda guerra de Konavle (1451–1454) fue un conflicto local entre el duque Stjepan Vukčić y la República de Ragusa, en el que los turcos jugaron un papel decisivo, apoyando alternativamente a ambos bandos.

## Contexto
Después de la primera guerra de Konavle, el voivoda Radoslav Pavlović logró mantenerse en la región de Hum durante algunos años, hasta que los turcos, a cambio de un tributo anual de 25.000 ducados, se pusieron del lado del rey Tvrtko y de los Kosača. A invitación del joven voivoda (más tarde duque) Stjepan Vukčić Kosača (el voivoda Sandalj había muerto en 1435), los turcos entraron en Bosnia en 1436 y tomaron la župa (condado) de Vrhbosna de los Pavlović (que luego se transformaría en Sarajevo). En febrero de 1438, Trebinje cayó en manos de los Kosača con ayuda turca, junto con el resto de los dominios de los Pavlović en Herzegovina. El voivoda Radoslav murió en 1441, habiendo conservado solo Podrinje y Borač de su otrora vasto estado. Para los habitantes de Dubrovnik, la caída de los Pavlović significó la llegada de un vecino aún más peligroso: el duque Stjepan (desde 1448), con quien librarían la segunda guerra de Konavle entre 1451 y 1454 por los mismos territorios.

### Rivalidad entre Herceg Novi y Dubrovnik
Herceg Novi fue fundado en 1382 bajo el nombre de Novi por el rey bosnio Tvrtko I, quien construyó una fortaleza y un puerto para establecer una presencia en la costa y liberarse de la dependencia de Dubrovnik en el comercio exterior. En Novi, Tvrtko también organizó la primera armada bosnia. Rápidamente, Novi se convirtió en un centro de comercio, especialmente de sal, compitiendo con Dubrovnik y generando conflictos entre ambas ciudades. En marzo de 1391, Novi cayó bajo el control del voivoda bosnio Sandalj Hranić. Bajo el gobierno del duque Stjepan Vukčić Kosača (1435–1466), de quien Novi tomó su nombre actual, se desató la guerra con Dubrovnik (1451–1454), principalmente por la competencia comercial entre ambas ciudades.

## La guerra
A mediados de 1451, el duque Stjepan conquistó Konavle casi sin resistencia y devastó la župa (distrito) de Žrnovnica, perteneciente a Dubrovnik. Se estima que movilizó entre doce a quince mil hombres. Dubrovnik preparó su defensa con unos tres mil soldados en la fortificada Tomba, cerca de la ciudad. Tras romper la defensa en Tomba el 1 de julio de 1451, el duque, tras una breve tregua, sitió Dubrovnik a comienzos de septiembre, bombardeando la ciudad con cañones.
Gracias a la mediación del déspota Đurađ, los dubrovnikanos recuperaron Konavle en enero de 1452 con ayuda del gobierno otomano, sobornando a los visires con cincuenta mil ducados. Repartiendo sobornos por todas partes, en marzo de 1452, la República logró ganarse al rey Tomás (a cambio de dieciocho mil perperas), al déspota Đurađ, al hijo del duque, Vladislav, y a la nobleza de Hum liderada por Ivaniš Vlatković. Las fuerzas aliadas trasladaron el frente de combate al valle del Neretva (más lejos de Dubrovnik), pero debido a la desunión solo lograron devastar la región de Krajina y ocupar el mercado de Drijeva (actual Gabela).
A mediados de junio de 1452, el duque llegó a Trebinje, donde recibió a los enviados de Dubrovnik para negociar la paz, aunque sin éxito. Según los archivos de Dubrovnik, en esa ocasión y en marzo de 1453, el duque instaló sus ballestas en Dračevica y Trebinje. A principios de 1453, el duque, con ayuda turca, penetró en Hum y a mediados del año obligó a su hijo Vladislav y a la nobleza de Hum a firmar la paz. El 10 de abril de 1454 concluyó también la paz con Dubrovnik.
Según los archivos de Dubrovnik, incluso después de la firma de la paz, los súbditos del duque continuaron asaltando a comerciantes dubrovnikanos en los caminos y robándoles sus mercancías, mientras que sus recaudadores de impuestos los saqueaban abiertamente. Uno de los más mencionados es Radosav Dup, un noble de Mičevac. Los ladrones de caminos más conocidos de la región entre 1453 y 1457 fueron Radosav y Ostoja, hermanos del pueblo de Gorica, cerca de Trebinje, que pasaron varios meses en las cárceles de Dubrovnik, pero fueron liberados a pedido del duque.

## Consecuencias
Mientras Bosnia, Hungría y Serbia se desgastaban en una guerra sin vencedor, los turcos conquistaron Constantinopla en 1453 y, en los siguientes dos años, devastaron y ocuparon gran parte del Despotado serbio, consolidando una base para presionar aún más a Bosnia.

### Análisis
Según Vladimir Ćorović, esta guerra fue un ejemplo perfecto de egoísmo y miopía política, así como de total falta de patriotismo entre la nobleza medieval serbia. Para Ćorović, “el duque Stjepan fue un cínico excepcional en nuestra historia, voluntarioso, egoísta, pero dotado, hábil y decidido”. Dependía completamente de los turcos y pensaba alcanzar sus objetivos políticos y económicos con su ayuda. En su deseo de expandir su dominio costero —donde la ciudad de Novi, fundada por Tvrtko, se desarrollaba como rival de Dubrovnik y Kotor, y que tomó el nombre de Herceg Novi por su nuevo protector—, Stjepan quiso arrebatar Konavle a Dubrovnik en 1451, lo que lo llevó a la guerra. Quizás habría sido el vencedor definitivo de no ser por una aventura amorosa con una florentina que había llegado con una compañía mercantil, la cual provocó una ruptura familiar y una guerra civil entre el duque y su hijo Vladislav, quien temía un nuevo matrimonio (y posible heredero) de su padre.En esta guerra inmoral, llena de intrigas de todo tipo, se involucraron activamente casi todos los vecinos, malgastando recursos y energías del pueblo por intereses bajos y egoístas.
La guerra, infructuosa para los cristianos, terminó en 1454 con la situación territorial prácticamente igual a la previa. Sin embargo, durante su transcurso, los turcos ampliaron significativamente su influencia en Bosnia y Serbia. El hijo del gobernador de Skopie, Isak-beg (quien había gobernado Serbia entre 1439 y 1444), el valiente Isa Bey Ishaković —famoso por luchar contra los húngaros en Kosovo— visitó Herzegovina durante la guerra, se informó sobre la situación local y tuvo un gran impacto en los acontecimientos ayudando al duque. Desde entonces, Ishak Bey, gobernador de Mehmed el Conquistador en Bosnia y fundador de mezquitas en Skopie y Sarajevo, se convirtió en una figura clave en la política balcánica occidental, y en un aliado codiciado por los nobles serbios y bosnios.